# Craig Biggio
Craig Alan Biggio (Smithtown, 14 dicembre 1965) è un ex giocatore di baseball statunitense di ruolo seconda base e ricevitore che ha giocato per tutta la carriera con gli Houston Astros della Major League Baseball (MLB). È stato introdotto nella National Baseball Hall of Fame nel 2015.

## Carriera
Convocato per sette All-Star Game, Biggio è considerato uno dei giocatori più completi della storia degli Astros e l'unico ad essere stato nominato All-Star sia come ricevitore che come seconda base. Coi compagni Jeff Bagwell e Lance Berkman, formò il nucleo dei celebri "Killer B's" che portò Houston a sei apparizioni ai playoff dal 1997 al 2005, culminando con l'apparizione alle World Series del 2005, l'unica fino a quel momento nella storia della franchigia. Al termine della carriera, Biggio era al sesto posto nella storia della National League per gare giocate (2 850), quinto in turni alla battuta (10 876), ottavo in valide (3 060) e settimo in punti (1 844). I suoi 668 doppi lo pongono al quinto posto della storia della major league e sono il massimo per un battitore destro; i suoi 56 doppi nel 1999 furono il massimo della MLB negli ultimi 63 anni.
Biggio, che ebbe una media battuta di oltre .300 quattro volte e segnò 100 punti otto volte, detiene i record di franchigia degli Astros per gare in carriera, turni in battuta, valide, punti, doppi, basi totali (4 711) e battute da extra base (1 014), mentre è secondo in RBI (1 175), basi su ball (1 160) e basi rubate (414). È il detentore del primato della NL per avere iniziato una gara con un fuoricampo (53) ed uno dei soli cinque giocatori con 250 home run e 400 rubate. Vincitore quattro volte del Guanto d'oro, si ritirò al quarto posto della NL per gare come seconda base (1 989), sesto in assistenze (5 448) e fielding percentage (.984), settimo in putout (3 992) e doppi giochi (1 153), ottavo in total chances (9 596). Fu il nono giocatore a giungere a 3 000 valide con la stessa squadra.
Uno dei giocatori più popolari della sua generazione, gli Astros ritirarono il suo numero 7 subito dopo il suo ritiro. È stato eletto nella National Baseball Hall of Fame nel 2015, il primo giocatore ad esservi rappresentato con l'uniforme degli Astros.

## Palmarès
- MLB All-Star: 7

1991, 1992, 1994-1998
- Guanti d'oro: 4

1994-1997
- Silver Slugger Award: 5

1989, 1994, 1995, 1997, 1998
- Numero 7 ritirato dagli Houston Astros
- Club delle 3 000 valide